# Knjige u 1905.
◄◄ | ◄ | 1902. | 1903. | 1904. | 1905.  | 1906. | 1907. | 1908. | ► | ►►
Arhitektura • Astronomija • Biologija • Film • Fotografija • Glazba • Kazalište • Kemija • Kiparstvo • Knjige • Književnost • Kršćanstvo • Meteorologija • Medicina • Planinarstvo • Politika • Pravo • Promet • Slikarstvo • Strip • Šport • Televizija • Znanost • Zrakoplovstvo • Željeznički promet
Knjige u 1905.

## Hrvatska i u Hrvata
- Plemenita osveta, Čop, Vjekoslav. Izdavač: Nakladom knjižare Ivana Sagana, Karlovac

## Vanjske poveznice
|  | Zajednički poslužitelj ima još gradiva o temi Knjige iz 1905. |